# ميغيل أ. توريس
ميغيل أ. توريس (بالإسبانية: Miguel A. Torres Riera)‏ هو كاتب وشخصية أعمال إسباني، ولد في 1941 في برشلونة في إسبانيا.